# Lista pârtiilor de schi din România
Domeniul schiabil din România este constituit din 186 de pârtii de schi omologate de Ministerul Turismului ce însumează o lungime de 162,480 km. Din pricina climei, aceste pârtii sunt deschise publicului doar în sezonul rece.

## Clasificare pistelor după lungime

### Cele mai lungi piste
Lungimea medie a unei pârtii de schi din România este de aproximativ 890 m, cele mai lungi pârtii de schi fiind:
1. Drumul Roșu, 4.752 m, în Poiana Brașov,
2. Sulinar, 3.394 m, în Poiana Brașov,
3. Dealul Negru, 3.000 m în Vatra Dornei,

### Cele mai scurte
1. Gondolă, 150 m, în Masivul Bucegi,
2. Cazacu Începători, 173 m, în Sinaia,
3. Moneasa, 180 m, în localitatea cu același nume.[3]

## Clasificare pistelor după grad de dificultate
| Nr. crt. | Data omologării    | Denumirea pârtiei de schi | Administratorul                  | Localizarea     | Județul | Grupa, subgrupa montană           | Lungimea (metri) | Gradul de dificultate |
| -------- | ------------------ | ------------------------- | -------------------------------- | --------------- | ------- | --------------------------------- | ---------------- | --------------------- |
| 1        | 2005, 24 noiembrie | Vârtop                    | S.C. Todea Turism S.R.L.         | Arieșeni        | Alba    | Munții Apuseni                    | 1000             | nespecificat          |
| 2        | 2014, 28 aprilie   | Vârtop II                 | ÎF Gligor Danut "Dan Schi Sport" | Arieșeni        | Alba    | Munții Apuseni                    | 430              | medie                 |
| 3        | 2016, 4 februarie  | Pârtia Curmătura 1-C1     | S.C.Ski Surianu S.R.L.           | Șureanu         | Alba    | Carpații Meridionali              | 1100             | ușoară                |
| 4        | 2016, 4 februarie  | Pârtia Curmătura 2-C2     | S.C.Ski Surianu S.R.L.           | Șureanu         | Alba    | Carpații Meridionali              | 650              | medie                 |
| 5        | 2016, 4 februarie  | Pârtia Curmătura 3-C3     | S.C.Ski Surianu S.R.L.           | Șureanu         | Alba    | Carpații Meridionali              | 650              | medie                 |
| 6        | 2016, 4 februarie  | Pârtia Curmătura 4-C4     | S.C.Ski Surianu S.R.L.           | Șureanu         | Alba    | Carpații Meridionali              | 830              | medie                 |
| 7        | 2016, 4 februarie  | Șureanu 1 -S1             | S.C.Ski Surianu S.R.L.           | Șureanu         | Alba    | Carpații Meridionali              | 600              | ușoară                |
| 8        | 2016, 4 februarie  | Șureanu 2 -S2             | S.C.Ski Surianu S.R.L.           | Șureanu         | Alba    | Carpații Meridionali              | 1200             | medie                 |
| 9        | 2013, 12 noiembrie | Aușel 1 - A1              | S.C.Ski Surianu S.R.L.           | Sebeș           | Alba    | Carpații Meridionali              | 1650             | medie                 |
| 10       | 2013, 12 noiembrie | Aușel 2 - A2              | S.C.Ski Surianu S.R.L.           | Sebeș           | Alba    | Carpații Meridionali              | 1430             | dificilă și medie     |
| 11       | 2016, 4 februarie  | Aușel 3-A3                | S.C.Ski Surianu S.R.L.           | Sebeș           | Alba    | Carpații Meridionali              | 1030             | medie                 |
| 12       | 2016, 4 februarie  | Șureanu 3-S3              |                                  | Sebeș           | Alba    | Carpații Meridionali              | 1350             | medie                 |
| 13       | 2005, 6 decembrie  | Cioaca                    | Primăria comunei Moneasa         | Moneasa         | Arad    | Munții Apuseni                    | 180              | nespecificat          |
| 14       | 2014, 28 aprilie   | Nemira                    | Consiliul Județean Bacău         | Slănic Moldova  | Bacău   | Carpații Orientali, Munții Nemira | 1414             | ușoară                |
| 15       | 2005, 22 noiembrie | Hidișel                   | S.C. Telebig S.R.L.              | Hidișeul de Jos | Bihor   | Munții Apuseni                    | 550              | nespecificat          |